# AttenCHUN!
AttenCHUN! es el álbum debut del rapero de Atlanta, Bone Crusher, fue lanzado el 17 de junio de 2003. El sencillo principal fue "Never Scared" con Killer Mike y T.I., que tuvo mucha distribución y se escuchó y vio mucho por la radio y la televisión, respectivamente. El disco vendió más de un millón y medio de copias. Haciendo así, el debut en solitario de Bone Crusher, un éxito.

## Lista de canciones
1. "Lock & Load"
2. "Never Scared" (Intro) (featuring Jermaine Dupri)
3. "Never Scared" (featuring Killer Mike & T.I.)
4. "Back Up" (featuring Dru)
5. "Grippin' The Grain" (featuring Lady Ice & Marcus)
6. "Transaction" (featuring Young (Shawty) Hughley)
7. "Puttin' In Work" (featuring David Banner & Lady Ice)
8. "Break 'Em Off For Life" (featuring Hezo, Dano, Jack Frost & Rico Love)
9. "Gettin' It (Get Dat Money)" (featuring Jack Frost)
10. "It's Me (Lane To Lane)" (featuring Lil' Jon & Chyna Whyte)
11. "For The Streets"
12. "Sound The Horn" (featuring Bizarre)
13. "Hate Ourselves" (featuring Goodie Mob)
14. "Vainglorious"
15. "Ghetto Song" (featuring Lil' Pete)
16. "Peaches & Cream"
17. "The Wall" (featuring Chris Hardnett & Baby B.)